# North Shore (Fernsehserie)
North Shore ist eine US-amerikanische Fernsehserie. Die Primetime-Seifenoper wurde vom Sender Fox ab 14. Juni 2004 ausgestrahlt. Zu einer Ausstrahlung im deutschsprachigen Fernsehen kam es nicht.
Die Serie wurde von Fox nach einer 21-folgigen ersten Staffel eingestellt.

## Inhalt
Intrigen gibt es im Grand Waimea Hotel, einer exklusiven hawaiianischen Zuflucht für die Reichen, Mächtigen und Schönen. Der gebürtige Hawaiianer Jason Matthews leitet das Hotel und sorgt dafür, dass jeder Gast alles bekommt, was er braucht. Aber als seine ehemalige Flamme Nicole Booth als neuer Guest Relations Director des Hotels erscheint, ist Jasons Welt auf den Kopf gestellt. Aber Vince Colville, der Besitzer von Grand Waimea, setzt alles daran, um sicher zu gehen, dass seine Vergangenheit mit Nicole ihr Arbeitsleben nicht beeinträchtigt.